# اندرو هارد
اندرو هارد (به انگلیسی: Andrew Hurd) (زادهٔ ۱۲ اوت ۱۹۸۲) شناگر اهل کانادا است.